# Двобојно бодљикаво прасе
Двобојно бодљикаво прасе (лат. Coendou bicolor, енгл. Bicolored-spined porcupine) је сисар из реда глодара (Rodentia) и фамилије бодљикави прасићи Новог света (Erethizontidae).

## Угроженост
Ова врста је наведена као последња брига, јер има широко распрострањење и честа је врста.

## Распрострањење
Ареал врсте је ограничен на мањи број држава. 
Врста има станиште у Колумбији, Перуу, Боливији и Еквадору.

## Станиште
Станиште врсте су шуме. 
Врста је по висини распрострањена до 2.500 метара надморске висине.